# Josephinisches Strafgesetz
Josephinisches Strafgesetz var från 1 januari 1787 en lag i Österrike. Den gällde fram till 1803, och reglerade straffen för både kriminella och politiska fångar. Det var i dessa två delar som lagen var uppdelad.